# Lương Quới
Lương Quới là một xã thuộc huyện Giồng Trôm, tỉnh Bến Tre, Việt Nam.

## Địa lý
Xã Lương Quới có diện tích 6,06 km², dân số năm 1999 là 4.762 người, mật độ dân số đạt 786 người/km². 

## Hành chính
Xã Lương Quới được chia thành 3 ấp: Đồng Nhơn, Quy Nghĩa, Lương Thuận.